# Jana Veselá
Jana Veselá (Praga, 31 dicembre 1983) è un'ex cestista ceca.
Alta 194 cm, giocava come ala.

## Carriera
Con la Rep. Ceca ha disputato tre edizioni dei Giochi olimpici (Atene 2004, Pechino 2008, Londra 2012), tre dei Campionati mondiali (2006, 2010, 2014) e otto dei Campionati europei (2001, 2003, 2005, 2007, 2009, 2011, 2013, 2015).

## Palmarès
- Campionessa WNBA (2010)